# Gleby laterytowe
Gleby laterytowe (inaczej gleby czerwone) powstają w gorącym i wilgotnym klimacie na obszarach lasów równikowych i lasów podrównikowych oraz na sawannach.
Charakteryzują się silnym kwaśnym odczynem, niewielką zawartością krzemionki oraz występowaniem konkrecji związków glinu, manganu i żelaza. Cechuje je niewysoka urodzajność. 
Występują na obszarach części Ameryki Południowej, Afryki i Australii, a także południowej i południowo-wschodniej Azji.
Laterytowe gleby, czerwone gleby, gleby powstające w warunkach gorącego, wilgotnego klimatu, na obszarach pokrytych lasami równikowymi i podrównikowymi oraz wysokotrawiastymi sawannami. Panująca w tych warunkach wzmożona aktywność biologiczna i ogromna szybkość obiegu substancji mineralnych powoduje, że dostarczana do powierzchni gleby laterytowej materia organiczna ulega szybkiemu rozkładowi.
Gleby laterytowe charakteryzują się silnie kwaśnym odczynem (pH 2,5-3) w poziomie powierzchniowym, występowaniem przeważnie ceglastoczerwonej barwy oraz istnieniem w profilu gleby konkrecji związków glinu, manganu i żelaza.
Do gleb laterytowych należą czerwonożółte gleby laterytowe o zawartości próchnicy (w poziomie próchnicznym) do 1%, tworzące się przy opadach dochodzących do 2500 mm pod roślinnością lasów równikowych oraz czerwonożółte gleby laterytowe o zawartości próchnicy 2-4%, tworzące się przy opadach nie przekraczających 1500 mm w strefie lasów podrównikowych i sawann.
Gleby laterytowe odznaczają się niewysoką urodzajnością i zasobnością w składniki pokarmowe, ale przy odpowiednim ich nawożeniu mogą dawać wysokie plony. Gleby laterytowe zajmują duże połacie na obszarach środkowej części Ameryki Południowej, Afryki i Australii, a także południowej i południowo-wschodniej części Azji.

Rodzaje gleb laterytowych:
- czerwonoziemy
- żółtoziemy